# Williams FW16
Chronologie des modèles (1994)
Williams FW15C Williams FW17
La Williams FW16 est la monoplace de Formule 1 engagée par l'écurie Williams F1 Team lors de la saison 1994 de Formule 1. Elle est pilotée par le Britannique Damon Hill et le Brésilien Ayrton Senna qui sera remplacé par les Britanniques David Coulthard et Nigel Mansell à la suite de son accident mortel lors du Grand Prix de Saint-Marin 1994. La FW16 est conçue par Adrian Newey avec les changements réglementaires principaux que la FIA a présenté lors de l'inter-saison, interdisant les dispositifs électroniques.

## Historique

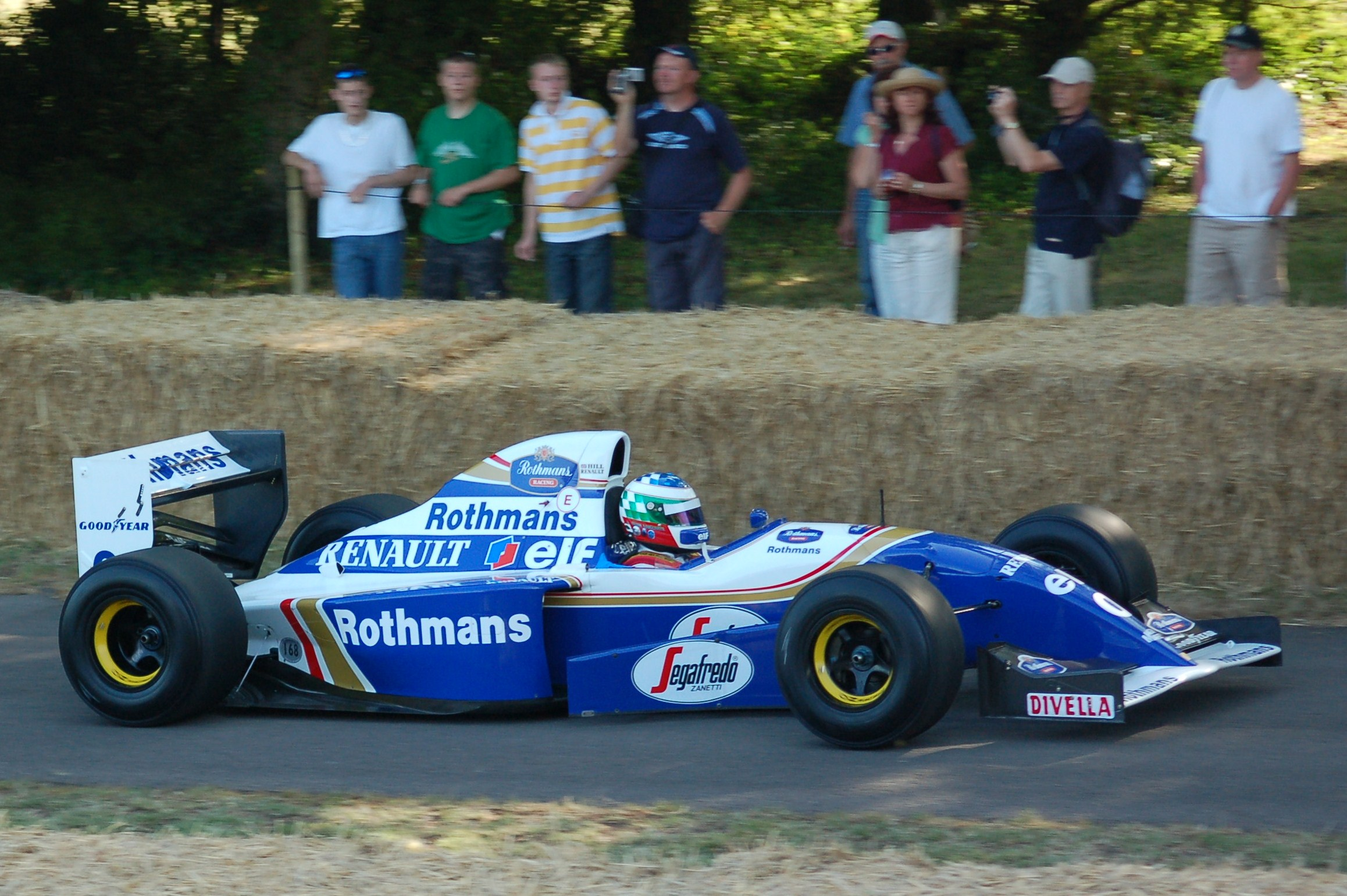
La Williams FW16B de Damon Hill au festival de Goodwood 2009.

La saison commence par une deuxième place de Damon Hill et un abandon d'Ayrton Senna sur tête-à-queue lors de la manche inaugurale au Brésil. Il s'ensuit un double abandon à Aida, Senna sur accrochage avec la Ferrari de Nicola Larini au départ, et Hill sur problème de transmission, avant le drame de Saint-Marin : lors du septième tour, Ayrton Senna percute le mur dans le virage de Tamburello. Cet accident, dû à la rupture de la colonne de direction de la FW16, cause la mort du triple champion du monde. Ce furent sa 65e et dernière pole position, fixant un nouveau record, et son 161e et dernier Grand Prix.
Lors du Grand Prix suivant, à Monaco, seule la monoplace de Hill est alignée en course, en hommage à Senna. Le Britannique, s'élançant quatrième (mettant ainsi fin à la série record de trente-cinq premières lignes consécutives de l'écurie, entamée au Grand Prix d'Afrique du Sud 1992), percute la McLaren-Peugeot de Mika Häkkinen dès l'extinction des feux, causant leurs abandons. Après ce quatrième Grand Prix, au championnat, Hill est troisième avec sept points, 33 de moins que le leader Michael Schumacher ; Williams est cinquième, avec le même score et le même retard sur Benetton-Ford Cosworth.
En Espagne, le pilote d'essais David Coulthard épaule Hill. Il se qualifie neuvième quand Hill est en première ligne aux côtés de Schumacher. Le Britannique remporte la course tandis que Coulthard abandonne sur panne électronique pour son premier Grand Prix. Au Canada, Hill se qualifie et termine deuxième derrière l'Allemand. En France, Nigel Mansell remplace Coulthard ; malgré la première ligne des Williams-Renault, Schumacher s'impose à nouveau devant Hill. Son pilote compte alors 37 points de retard (66 à 29) tandis que Williams est troisième avec 31 points, 36 de moins que Benetton.
À domicile, Hill réalise la pole position et s'impose devant Schumacher qui est ensuite disqualifié pour le non-respect d'une pénalité, Hill reprend ainsi dix points à son adversaire, et Williams douze à Benetton, grâce à la cinquième place de Coulthard. La situation n'évolue pas en Allemagne où aucune Benetton et aucune Williams ne voient les points, si ce n'est que Ferrari reprend momentanément la deuxième place pour neuf points.
La dixième manche de la saison voit la victoire de Schumacher devant Hill et son coéquipier Jos Verstappen. L'Allemand possède 31 points d'avance (76 à 45) et Williams accuse 32 points de retard (81 à 49). Un résultat similaire se produit en Belgique où les deux Benetton inscrivent à nouveau de gros points face aux Williams ; alors que l'affaire semble entendue au championnat, la voiture de Schumacher est disqualifiée pour usure excessive du sabot de fond plat, Hill revient à 21 points et Williams à 23.
Schumacher suspendu pour deux courses à cause au non respect de la pénalité de Silverstone, Hill en profite pour en remporter la victoire à Monza et à Estoril, et revient à un point de son rival. Coulthard ayant aidé le Britannique à obtenir le doublé pour Williams sur le tracé portugais, l'écurie anglo-française s'empare de la tête du championnat des constructeurs.
Hill termine deuxième derrière Schumacher, de retour, en Europe mais la situation s'inverse au Japon, Nigel Mansell terminant de surcroît quatrième après une lutte intense avec la Ferrari de Jean Alesi pour le podium. Ainsi, avant d'aborder le dernier Grand Prix, en Australie, Hill a un point de retard sur Schumacher (92 à 91) tandis que Williams mène pour cinq points face à Benetton (108 à 103).
Pour cette dernière manche, Mansell obtient sa 32e et dernière pole position, devant Schumacher et Hill. Il manque son départ et laisse les deux adversaires prendre le commandement. Hill reste dans le rythme de la Benetton mais concède de plus en plus de terrain alors que la mi-course approche. Au trente-sixième passage, sous la pression, Schumacher heurte un muret et voit Hill fondre dans ses rétroviseurs, le Britannique se jette à l'intérieur mais Schumacher aborde le virage comme si de rien n'était, causant un accrochage fatal pour les deux pilotes. Schumacher abandonne aussitôt tandis que Hill regagne son stand pour changer un pneu crevé et tenter de réparer un bras de suspension abîmé dans l'accrochage mais doit se résoudre à abandonner, la voiture étant trop endommagée. À cet instant, Hill perd le titre pour un point et Williams-Renault demeure assurée du titre constructeurs. Mansell remporte la 31e et dernière victoire de sa carrière, obtenant également son 59e et dernier podium.
Williams remporte le championnat des constructeurs, le septième et le troisième consécutif, avec 118 points, 15 de mieux que Benetton.

## Résultats en championnat du monde de Formule 1
| Saison | Écurie                    | Moteur                | Pneus    | Pilotes         | Courses | Courses | Courses | Courses | Courses | Courses | Courses | Courses | Courses | Courses | Courses | Courses | Courses | Courses | Courses | Courses | Points inscrits | Classement |
| Saison | Écurie                    | Moteur                | Pneus    | Pilotes         | 1       | 2       | 3       | 4       | 5       | 6       | 7       | 8       | 9       | 10      | 11      | 12      | 13      | 14      | 15      | 16      | Points inscrits | Classement |
| ------ | ------------------------- | --------------------- | -------- | --------------- | ------- | ------- | ------- | ------- | ------- | ------- | ------- | ------- | ------- | ------- | ------- | ------- | ------- | ------- | ------- | ------- | --------------- | ---------- |
| 1994   | Rothmans Williams Renault | Renault RS6 / RS6BV10 | Goodyear |                 | BRÉ     | PAC     | SMR     | MON     | ESP     | CAN     | FRA     | GBR     | ALL     | HON     | BEL     | ITA     | POR     | EUR     | JAP     | AUS     | 118             | Champion   |
| 1994   | Rothmans Williams Renault | Renault RS6 / RS6BV10 | Goodyear | Damon Hill      | 2e      | Abd     | 6e      | Abd     | 1er     | 2e      | 2e      | 1er     | 8e      | 2e      | 1er     | 1er     | 1er     | 2e      | 1er     | Abd     | 118             | Champion   |
| 1994   | Rothmans Williams Renault | Renault RS6 / RS6BV10 | Goodyear | Ayrton Senna    | Abd     | Abd     | Abd     |         |         |         |         |         |         |         |         |         |         |         |         |         | 118             | Champion   |
| 1994   | Rothmans Williams Renault | Renault RS6 / RS6BV10 | Goodyear | David Coulthard |         |         |         |         | Abd     | 5e      |         | 5e      | Abd     | Abd     | 4e      | 6e      | 2e      |         |         |         | 118             | Champion   |
| 1994   | Rothmans Williams Renault | Renault RS6 / RS6BV10 | Goodyear | Nigel Mansell   |         |         |         |         |         |         | Abd     |         |         |         |         |         |         | Abd     | 4e      | 1er     | 118             | Champion   |

Légende : ici 